# 2-Wege-Neiger

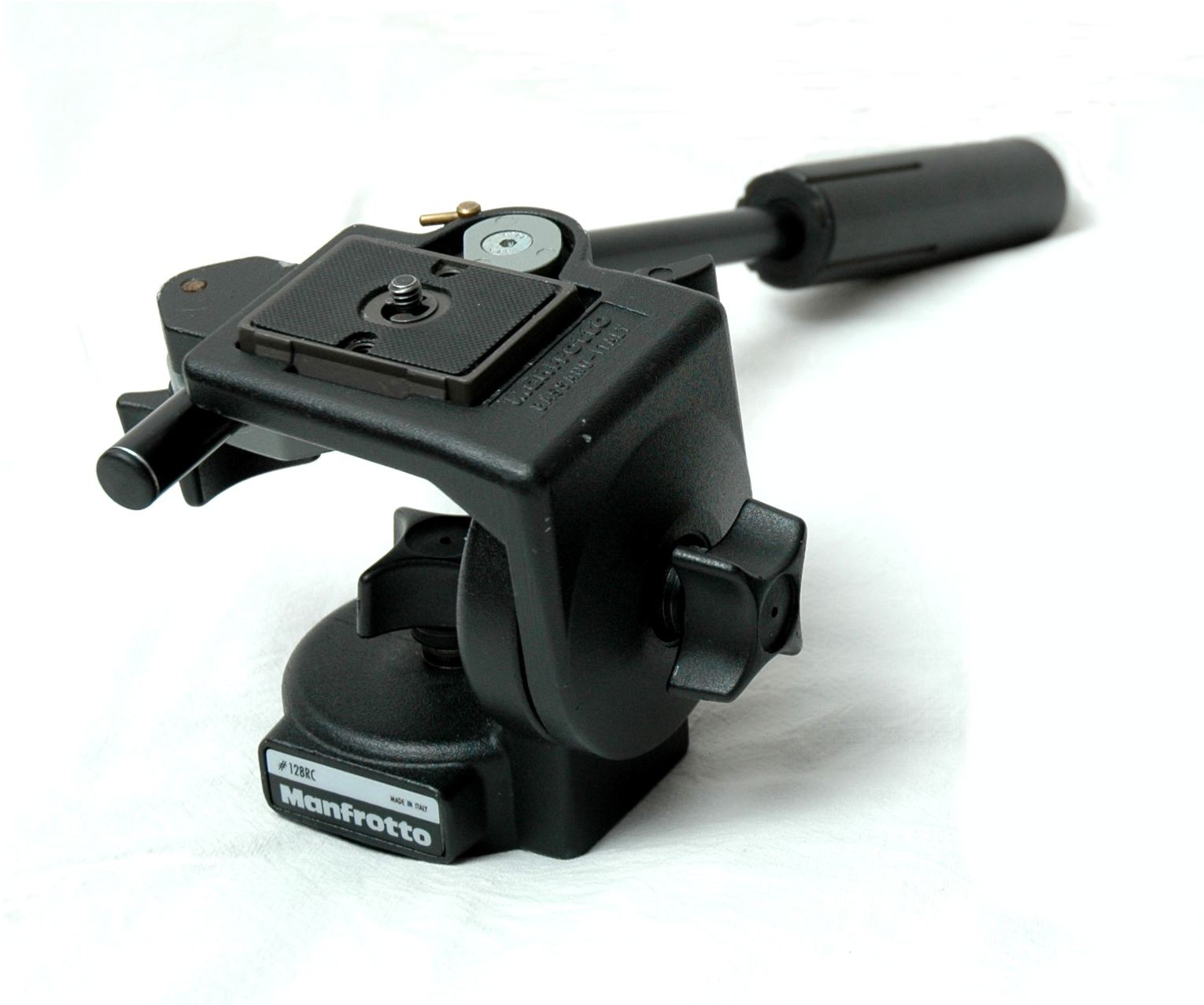
Ein Videoneiger

Als Zwei-Wege-Neiger, auch Videoneiger oder Videokopf genannt, bezeichnet man Stativköpfe, die sich in zwei Achsen bewegen lassen. Zwei-Wege-Neiger kommen hauptsächlich im Video- und Filmbereich zum Einsatz. Sie unterscheiden sich in Bauart und Anwendungsbereich von Drei-Wege-Neigern und sollten nicht als Sparversion eines Drei-Wege-Neigers verstanden werden.

## Eigenschaften
Der Einsatz im Filmbereich stellt an einen Stativkopf besondere Anforderungen. Eine sogenannte Kipp- oder auch Lateral-Tilt-Funktion gibt es bei reinen Videostativen nicht. Fotografen benötigen die Kippfunktion, um schnell zwischen Hoch- und Querformat wechseln zu können. Dies ist bei Videoaufnahmen nicht nötig, da Fernseher und Leinwände auf das Querformat ausgerichtet sind. Eine Tiltfunktion ist also überflüssig und man kann sich auf die zwei verbleibenden Achsen konzentrieren.
Mit einem Videokopf müssen weiche und ruckelfreie Schwenkbewegungen ausgeführt werden können. Videoköpfe haben meist einen längeren Hebelarm, der eine gefühlvolle Führung ermöglicht. Fotostative besitzen oft kurze Hebel, die zudem auch als Stell- beziehungsweise Arretierschrauben dienen. Bei Videostativen dient der Videoarm häufig nur zur Führung der Kamera und gegebenenfalls zur Aufnahme von elektronischen Steuerelementen für die Kamera selbst (siehe Control-L).
Videostative sind in der Regel besonders gelagert. Meist kommen sogenannte Fluid-Systeme zum Einsatz. Bei Fluidköpfen gleitet die Achse auf einem dünnen Fett- oder Öl-Film. Störende Vibrationen oder gar Drehgeräusche werden dadurch minimiert. Unterschiedliche Kameragewichte und Anforderungen an die Schwenkgeschwindigkeit erfordern eine Anpassung der Drehfähigkeit. Videoköpfe besitzen daher, zusätzlich zu der reinen Arretierfunktion, eine Einstellmöglichkeit für den Drehwiderstand.
Für die einwandfreie Schwenkfunktion ist auch ein störungsfreier Start der Bewegung erforderlich. Sofern es beim Beginn der Bewegung zu einem Ruck kommt, der zum Beispiel durch die Adhäsionshaftung der Gleitflächen und ungeeigneten Schmierstoff verursacht werden kann, leidet die Bildqualität durch das wahrnehmbare Bildruckeln. Manche Schwenksysteme setzen daher nicht auf Gleitflächen oder Fluidsysteme, sondern auf Zahnradgetriebe, die eine Schwungmasse in Gang setzen. Hierdurch wird der Anlaufruck vermieden, und zugleich ist über den ganzen Schwenkbereich eine gleichförmigere Bewegungsgeschwindigkeit erzielbar. Darüber hinaus lässt sich bei diesen Systemen auch ein elektrischer Antrieb verwirklichen. Durch Programmierung von Start, Stopp und Geschwindigkeit lassen sich bei professionellen Systemen auch reproduzierbare Schwenks verwirklichen.
Professionelle Filmkameras sind wesentlich schwerer als professionelle Fotokameras. Ein Gewicht von 4 kg und mehr ist bei Filmkameras nicht ungewöhnlich. So wiegt beispielsweise die Canon XL H1A etwa 4 kg. Aus diesem Grund sind Videoneiger oft größer und schwerer als Fotoneiger, damit sie die größeren Gewichte der Filmkameras besser tragen können.

## Zwei-Wege-Neiger für Telefotografie
Insbesondere bei Naturfotografen sind Zwei-Wege-Neiger bei der Telefotografie im Einsatz. Dabei handelt es sich um drei verschiedene Typen:
- mittelgroße Fluidneiger aus dem Filmbereich
- Teleneiger (Teleschwenkbügel)
- Kugelneiger mit Panoramachse und teilgesperrten Neigeachsen, sodass nur Vor- und Zurückneigen möglich ist

Alle drei aufgeführten Neiger ermöglichen ein exaktes Mitziehen bei Aktionfotografie und verhindern ein seitliches Abkippen der Objektiv-Kamera-Einheit auf dem Stativ.